# Protège-dents

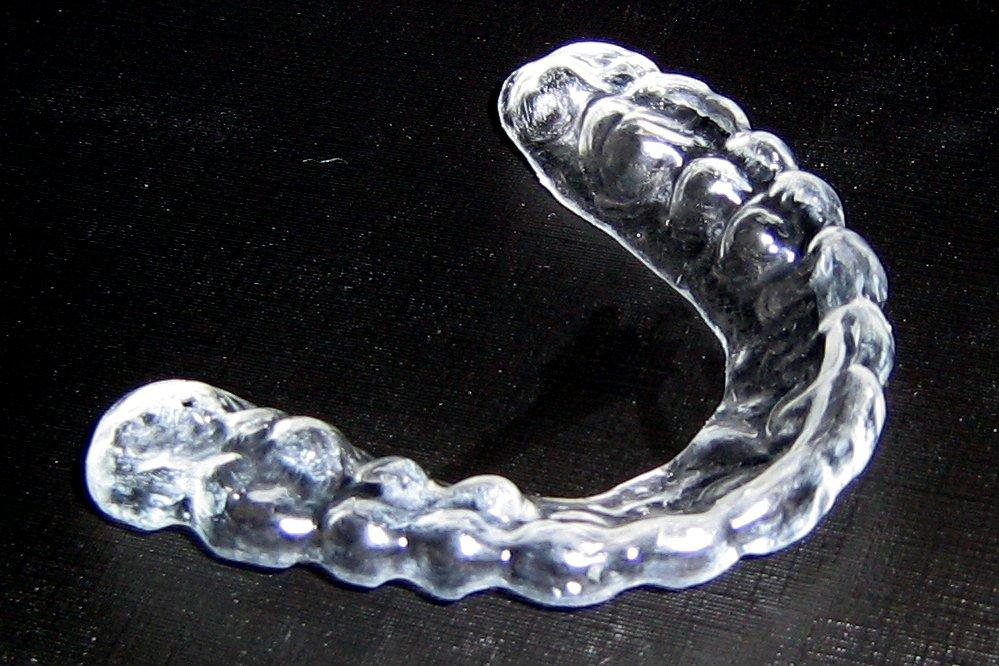
Exemple de protège-dents.

Un protège-dents, un protège-dent ou une protection intrabuccale est une pièce en matière synthétique moulée (parfois fabriquée sur mesure) que l'on porte dans la bouche pour se protéger la cavité buccale (muqueuses, langue, condyle mandibulaire et dents) lors de certaines activités sportives présentant un risque (rugby, boxe, hockey sur glace, football américain, etc.). Les protèges-dents peuvent être simples (protection seule de la partie supérieure de la mâchoire) ou doubles (protection complète de la denture) mais cette dernière variante entraîne en général une plus grande difficulté à respirer par la bouche. C'est pourquoi une majorité des boxeurs et rugbymans par exemple utilisent des protèges-dents simple.

## Histoire
Un des premiers protège-dents fut développé en 1890 par Woolf Krause, un dentiste de Londres, pour protéger les boxeurs de coupures ou lacérations des lèvres. 
Le protège-dents moderne a été créé vers les années 1970, par le Dr A. W. S. Wood, un dentiste pédiatrique canadien, pour réduire et de prévenir les blessures faite à la denture des jeunes joueurs de hockey.

## Protège dents et santé
Des athlètes se sont inquiété quant à d'éventuels effets négatif des protège-dents pour leur santé buccodentaire ou sur leur performance sportive. 
Quelques études ont donc porté sur d'éventuels effets du protège-dent sur la santé buccale (qui est de manière générale plus mauvaise chez les sportifs de haut niveau que dans la population générale). Selon la littérature scientifique (limitée) sur le sujet, utilisé de manière normale, le protège-dent ne semble avoir d'impact négatif pour la santé buccodentaire, hormis sur la capacité tampon de la salive ; il n'influence ni la consistance de la salive, ni le nombre de microbes qu'on y retrouve.
Des études ont montré que les protège-dents protègent contre les blessures dentaires (traumatismes dento-alvéolaires) chez les athlètes de sports de combat ou de contact, mais aussi qu'ils peuvent diminuer le risque de commotions cérébrales chez les sportifs et pas seulement pour les sports de combat. (par exemple dans le hockey sur glace a révélé une réduction des commotions cérébrales et des blessures dentaires. 
Les protège-dents sont obligatoires dans de nombreux sports de contact quand la commotion cérébrale présente un risque important.
Les protège-dents faits sur mesure montrent sont a priori ceux qui protègent le mieux, et qui ont le moins d'effets dans les performances des joueurs, par rapport aux autres types.
En médecine du sport, selon Gallagher et al. (2021) dans la revue Nature, un dentiste ayant une formation spécialisée peut être précieux pour une équipe sportive les jours de matchs (in situ ou en téléconsultation), pour coordonner la prise en charge des traumatismes dentaires et oro-faciaux.